# Proantilocapra platycornea
Proantilocapra platycornea és una espècie extinta de mamífer artiodàctil de la família dels antilocàprids que visqué a Nord-amèrica durant el Miocè, fa entre 9,4 i 12,5 milions d'anys. Se n'han trobat restes fòssils a Nebraska (Estats Units). Es tracta de l'única espècie del gènere Proantilocapra. És el tàxon germà d'Osbornoceros. El nucli de les banyes tenia forma de fulla de navalla. Les dents postcanines eren semblants a les de Merycodus. El nom genèric Proantilocapra significa ‘abans d'Antilocapra’, mentre que el nom específic platycornea ‘de banyes planes’.